# Wenzel Benno Seidl
 Wenzel Benno Seidl (1773-1842) fue un botánico, micólogo alemán.

## Algunas publicaciones

### Libros
- bedřich všemír Berchtold, wenzel benno Seidel. 1836. Oekonomisch-technische Flora Böhmens (Técnicas económicas de la Flora de Bohemia). Ed. J.H. Pospíšil. 276 pp.
- friedrich von Berchtold, wenzel benno Seidl, franz xaver Fieber, philipp maximilian Opiz, johann daniel christian Pfund. 1843. Ökonomisch-technische Flora Böhmens nach einem ausgedehntern Plane bearbeitet: oder: Systematische Beschreibung der in Böhmen wildwachsenden und kultivirten Gewächse, mit genauer Angabe ihrer Nützlichkeit und Schädlichkeit im Allgemeinen wie im Besondern; dann deren Anwendung und  (Técnicas económicas de la Flora Bohemia: descripción sistemática de las plantas silvestres y cultivadas de Bohemia, con indicación precisa de su utilidad y daños en general y, en particular, luego de su aplicación)

- La abreviatura «Seidl» se emplea para indicar a Wenzel Benno Seidl como autoridad en la descripción y clasificación científica de los vegetales.[1]

- «Wenzel Benno Seidl». Índice Internacional de Nombres de las Plantas (IPNI). Real Jardín Botánico de Kew, Herbario de la Universidad de Harvard y Herbario nacional Australiano (eds.).
- Wikispecies tiene un artículo sobre Wenzel Benno Seidl.

- Datos: Q4184275
- Especies: Wenzel Benno Seidl

1. ↑  Todos los géneros y especies descritos por este autor en IPNI.